# Octotemnus palawanus
Octotemnus palawanus es una especie de coleóptero de la familia Ciidae.

## Distribución geográfica
Habita en Filipinas.